# Carsula yunnana
Carsula yunnana är en insektsart som beskrevs av Zheng, Z. 1981. Carsula yunnana ingår i släktet Carsula och familjen gräshoppor. Inga underarter finns listade i Catalogue of Life.